# Tàssies
Josep Antoni Tàssies Penella conocido artísticamente como Tàssies (Barbastro, Huesca, 13 de noviembre de 1963) es un caricaturista, escritor y autor español.

## Vida y obra
Si bien oscense de nacimiento se estableció desde muy joven en Cataluña, donde ha desarrollado la mayoría de su vida y actividad profesionales, siendo licenciado en ciencias de la información-periodismo por la Universitat Autònoma de Barcelona en 1987 y máster de edición por la Universitat de Barcelona en 1991.
Como dibujante de prensa, comienza a publicar sus trabajos en 1983 en el Diario de Barcelona, en la revista El Món y en El Periódico de Catalunya. Posteriormente, trabaja para la revista Economics, donde ilustra artículos y los editoriales del director con caricatura política; para El País Semanal, donde dibuja las opiniones del escritor Antonio Tabucchi, y de nuevo en El Periódico de Catalunya, donde publica una serie de retratos de escritores en la sección «Libros» (Premio Junceda-Premsa 2005) y actualmente, cada domingo, la viñeta de crítica sociopolítica «La mosca» (Premio Junceda-Humor Gràfic 2007).
Ha desarrollado su actividad en el entorno editorial como portadista y como autor de libros ilustrados, siendo algunos de sus títulos reconocidos con importantes galardones a nivel internacional.

### Títulos
- Llibre de bons amonestaments. Poemas de Anselm Turmeda, (Plaketa BIB - Bienal Internacional de Ilustraciones de Bratislava- 1993; Diploma del Premio Iberoamericano de Ilustración, 1994)
- Un día és un día. Text de Joan Armangué. (Premio a las Mejores Ilustraciones de Libros. Segundo Premio. Ministerio de Cultura, 1997)
- Hasta luego. Poemas de Josep Tàssies Pons.
- Carabola. Textos de Rosa Anna Corbinos.
- Comemiedos. Texto de Jorge Zentner. (Premio Apel·les Mestres 2001)
- Volando del revés. Texto de J. A. Tàssies.
- Abecedari de l’ànec Adrià i la Zebra Zam. Textos de J. A. Tàssies
- El nen perdut/ El niño perdido. Texto de J. A. Tàssies. (Premio Internacional de Ilustración SM, 2008; Grand Prix BIB - Bienal de Ilustraciones de Bratislava, 2009)
- Nombres robados. Texto de J. A. Tàssies (Presentado en la exposición monográfica del autor en la Feria de Bolonia de 2010)[1][2]